# 安妮·雪麗
安妮·雪麗是露西·莫德·蒙哥馬利的小說《清秀佳人》中的人物。

## 早年
安妮·雪莉出生於新斯科細亞省，是華特·威利斯·雪莉和伯莎·威利斯·雪莉的女兒。 她的父母在她出生後不久就去世了，安妮在托馬斯的家裡長大。 安妮八歲時，湯瑪斯大人在火車事故中去世，安妮被迫住在哈蒙德。安妮10歲時，哈蒙德大人因心肌梗塞去世，安妮在孤兒院住了一段時間，然後斯賓塞夫人帶她去了愛德華王子島。

## 艾凡里的綠山牆
瑪麗拉·庫斯伯特最初希望領養一個男孩，經過深思熟慮，她決定領養安妮，因為她的哥哥馬修·庫斯伯特也有自己的願望。 安妮與戴安娜·巴里成為親密的朋友。 曾經有一段時間，她不得不放棄與戴安娜的關係，因為安妮給了她錯誤的酒，但透過治癒戴安娜的妹妹（米妮梅），她能夠再次與戴安娜約會。 安妮一開始在公共場合犯了錯誤，但逐漸成熟，在女王學院以優異的成績考取了班級第一名，並就讀了一年。 畢業後不久，馬修因心肌梗塞去世，瑪麗拉雙眼失明，因此她放棄了上大學，在埃文利學校當了一年老師。

## 大學時代
之後，瑪麗拉和林德太太住在一起，她也能上大學，這是她一直盼望的。 安妮與吉爾伯特·布萊斯和普里西拉·格蘭特（她在女王學院結識的朋友）一起前往新斯科舍省的雷德蒙德大學，並結識了一個新朋友菲利帕·戈登。

## 當我擔任高中校長時
大學畢業後，安妮回到愛德華王子島並擔任薩默賽德高中校長。 此時，與那裡享有盛譽的普林格爾家族發生了一場神經戰。

## 與吉伯特結婚並生下孩子
辭去校長職務後，安妮與吉伯特結婚並定居在格倫聖瑪麗附近的四風鎮。 除了出生後不久就去世的喬伊斯之外，她後來還生了包括傑姆在內的三個兒子和三個女兒。當這六個孩子長大到一定程度時，梅雷迪思牧師被任命到村里，和他的孩子們一起生活，兩個兒子和兩個女兒。